# ABC@home
ABC@home – matematyczny projekt naukowy, opierający się na technice przetwarzania rozproszonego. Projekt starał się rozwiązać jeden z najważniejszych problemów matematycznych – szukał trójek związanych z hipotezą ABC. Projekt koordynowany był przez Instytut Matematyki Uniwersytetu w Leiden oraz Kennislink, holenderski instytut promujący naukę w Holandii.
Projekt był realizowany na platformie BOINC. W projekcie uczestniczyło 79634 osób z całego świata, przede wszystkim ze Stanów Zjednoczonych.